# Two Silhouettes
Pour plus de détails, voir Fiche technique et Distribution.
Two Silhouettes est un court métrage d'animation américain réalisé par Walt Disney Productions, sorti initialement le 20 avril 1946, comme une séquence du film La Boîte à musique,. 

## Synopsis
Dinah Shore chante pendant que deux silhouettes dansent un ballet sur le thème éternel de la rencontre tumultueuse d'un garçon et d'une fille.

## Fiche technique
- Titre original : Two Silhouettes
- Producteur : Walt Disney
- Production : Walt Disney Productions
- Distributeur : Buena Vista Pictures
- Format d'image : Couleur (Technicolor)
- Son : Mono
- Durée : 4 minutes
- Musique originale[2] : George Lowerre
- Langue : (en)
- Pays de production:  États-Unis
- Date de sortie :
  - États-Unis :  20 avril 1946 (Dans La Boîte à musique)